# 西洋穴怪圖像

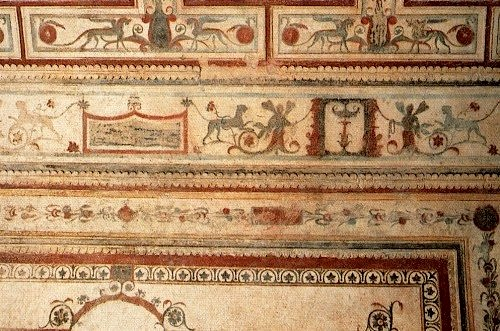
羅馬，尼祿黃金宮

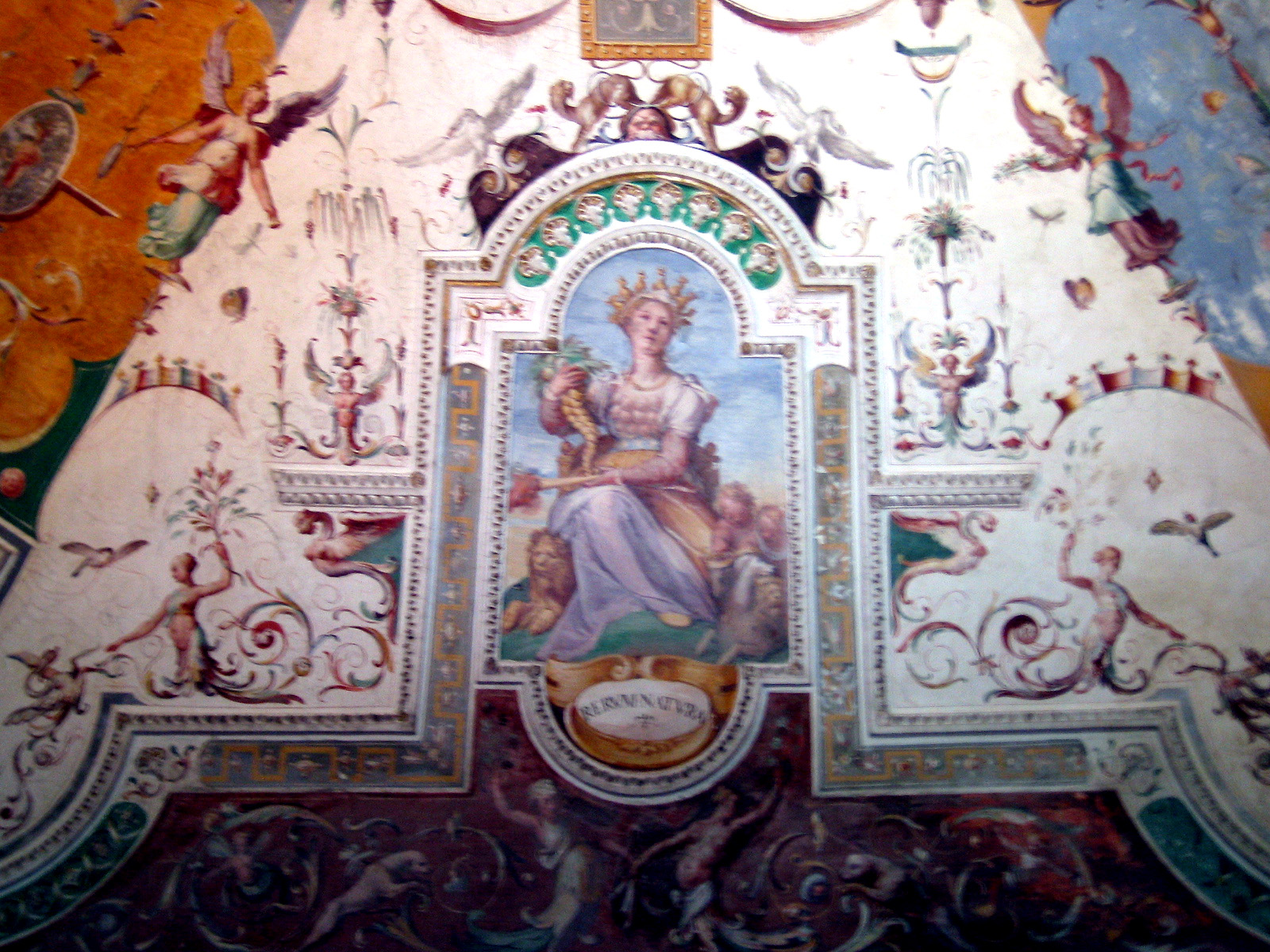
“自然之母”，羅馬，埃斯特別墅（Villa d'Este）

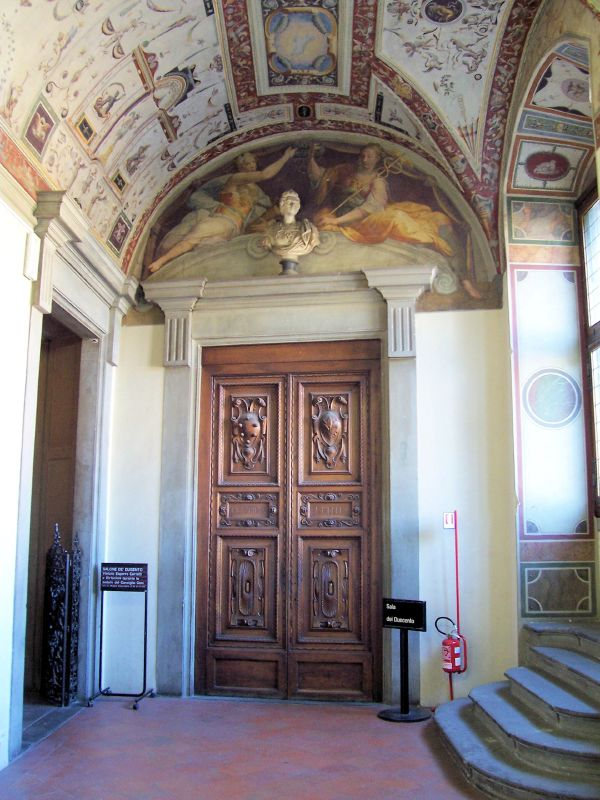
佛羅倫斯，舊宮壁畫　Palazzo Vecchio

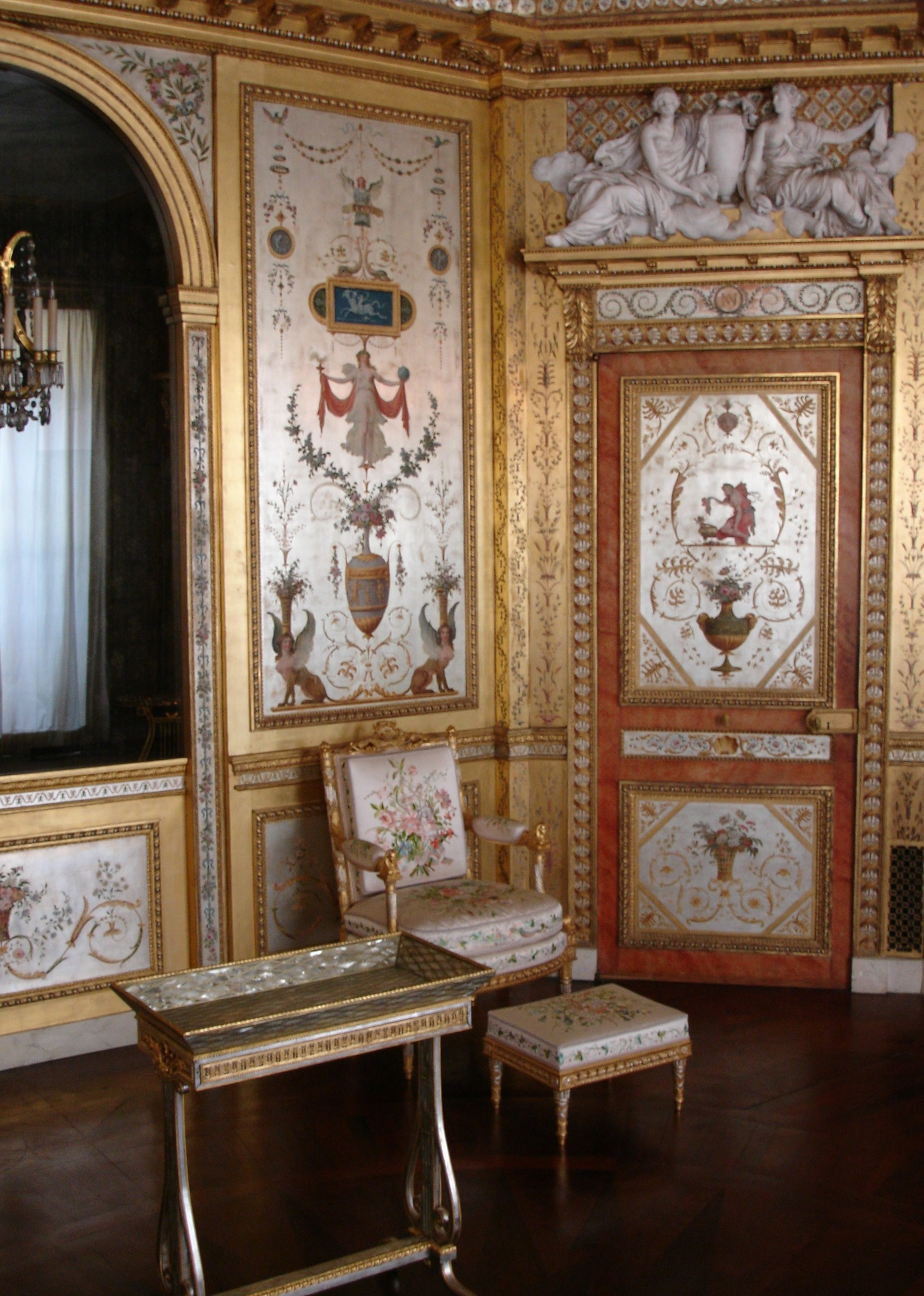
法國，楓丹白露宮（Château de Fontainebleau）

西洋穴怪圖像（義大利語：Grottesche；英語、法語Grotesque，以下簡稱為「穴怪圖」）為歐洲十五世紀末至十九世紀前半葉室內藝術特有的裝飾風格。在歐洲語系的文學用辭上，該字亦有奇異與怪誕之意。

## 紋飾特色
穴怪圖像多以垂直構圖形式呈現，其常見的紋飾主題為人獸或動物與植物的混雜圖像：如展翼人像、人身草尾、人身錐體、正面蹲姿人像、獅身人面、鷹體獅爪等；花草紋飾多以燭台紋樣為主幹配上爵床葉的卷草紋，或成渦旋、或成心形，花朵常成側面為人像底座，中央多飾有華蓋、小涼亭等，常有垂吊的花圈水平連結左右之裝飾主題。該紋飾起源於羅馬帝國，中世紀時鮮為人知，直到約1480年左右，因羅馬近郊的埃斯奎利諾山(拉丁語：collis Esquilinus)山腳下挖掘到的尼祿黃金宮（拉丁語：Domus Aurea）而再次成為西方流行的裝飾。神怪圖像的運用範圍極廣，舉凡繪畫、雕刻、金工、細木工甚至陶瓷等各種器物都有它的踪跡。

## 字源與字義爭議
穴怪圖像在西方語文之字源上來自於義大利文Grotto（一般常見為複數型態Grotte），也就是洞窟之義，因為當尼祿黃金宮被發現時已是埋在地下的神秘洞穴，而宮殿裡各類奇異幻想的圖畫是當時人們前所未見的，故以「洞窟」為名來稱呼此種特殊的藝術風格。該字首見於義大利雕刻與金工藝術家本韋努托·切利尼的自傳中。十八世紀的歐洲 Grotesque時常與「阿拉伯紋飾」（Arabesques）混淆。今日亦有許多歐洲學者延用此字來形容穴怪圖像與古羅馬的卷草紋飾。二十世紀法國藝術史學家安得烈･夏斯泰（André Chastel）便稱此為「無名紋飾」（法語：ornement sans nom）。

## 相關應用作品
- 貝納多·布翁達蘭地 ( Bernardo Buontalenti, 1536-108 )：佛羅倫斯，畢地宮的波波麗園假山，1583年 ( Florence, Palazzo Pitti, la grotta di Boboli )。
- 盧卡·西諾萊利：奧菲耶多主教堂，1499-1504年(Orvieto, Duomo )。
- 賓杜利喬 ( Pinturicchio, 1454-1513 ) （页面存档备份，存于），拉斐爾 ( Raffaello Sanzio, 1483-1520 )與烏地內的喬凡尼 ( Giovanni da Udine, 1487-1564 ) （页面存档备份，存于） 在梵蒂岡的畫廊 ( Le logge di Raffaello )，1517-1518年。
- 賓杜利喬與吉烏利歐·羅馬諾 ( Giulio Romano, 1499-1546 )在羅馬的夫人莊園 ( Villa Madama, 1520-1525 年）。
- 華加的培利諾 ( Perino del Vaga, 1501-1547 ) （页面存档备份，存于）：羅馬的聖天使城堡（又稱蛋堡 Castel Sant'Angelo )在1540-1545年的修復工作。
- 佛羅倫斯的舊宮壁畫 ( Palazzo Vecchio )。 （页面存档备份，存于）